# Superhot
Superhot ist ein Ego-Shooter aus dem Jahr 2016. Im Gegensatz zu anderen Genrevertretern geht das Spiel nur dann weiter, wenn der Spieler sich bewegt oder schießt. Dies ermöglicht es dem Spieler taktischer und strategischer vorzugehen, womit das Spiel auch Elemente eines Strategiespiels und Stealth-Computerspiels enthält. Das Spiel erschien zunächst für Windows, macOS und Linux, später auch für die Spielkonsolen Xbox One, PlayStation 4, Nintendo Switch und Google Stadia, später auch in der VR-Version für Oculus Quest und Valve Index.

## Handlung
Der Spieler spielt eine fiktive Version seines selbst, sitzt vor einer DOS-Eingabeaufforderung und erhält von einem Freund die Nachricht das Spiel superhot.exe zu starten. Nachdem der Spieler das Spiel einige Zeit gespielt hat, kommt es zu Abstürzen und der Freund sendet daraufhin eine neue exe-Datei, bei der die Fehler behoben wurden.
Das Spielverhalten des Spielers wird vom „System“ überwacht und gibt dem Spieler im späteren Spielverlauf Aufgaben, wie dafür zu sorgen, dass der Freund das Spiel beendet. Die Warnungen des Systems werden mit der Zeit schlimmer und der Spieler ist gezwungen in sein eigenes Haus im Spiel zu gehen. Die Spielfigur selbst ist an ein Virtual-Reality-Headset angeschlossen und wird später durch eine Kopfverletzung wach. Der Spieler wird daraufhin erneut aufgefordert, das Spiel sofort zu beenden.
Entscheidet sich der Spieler dennoch weiterzuspielen, wird er vom System dazu ermutigt mehr und mehr zu spielen. Der Spieler findet im Spiel ein Labor, das es ihm ermöglicht mit dem Spiel zu verschmelzen und digitalisiert seinen Geist („Mind uploading“).

## Spielprinzip
Das Spiel präsentiert sich in einem minimalistisch-künstlerischen Stil, in welchem die Feinde in rot, Waffen in schwarz und die Umgebung in grau und weiß dargestellt wird. Der Spieler selbst spielt aus der Egoperspektive. Das Spiel läuft in Zeitlupe, wenn der Spieler sich nicht bewegt oder umsieht. Je schneller sich der Spieler bewegt oder umsieht, umso schneller verläuft das Spiel. Die Level selbst sind meist kurz gehalten.
Der Spieler hat zu Beginn jedes Levels eine Schusswaffe und muss alle roten Gegner in einem Level abschießen. Dafür kann er auch Munition einsammeln, die in einem Level verteilt ist, da die Munition meist knapp ist.
Die rotgefärbten Gegner hingegen versuchen den Spieler abzuschießen und so muss der Spieler den Kugeln ausweichen, um nicht zu sterben und das Level neustarten zu müssen. Die Flugbahnen der Kugeln werden ebenfalls rot markiert dargestellt. In Filmen wird dieser Effekt auch als Bullet Time bezeichnet.
Das Spiel besitzt einen Kampagne-Modus mit ca. 30 Leveln. Im späteren Spielverlauf stehen auch weitere Waffen wie Sprengstoff, Nahkampfwaffen und wurffähige Gegenstände wie Billardkugeln zur Verfügung und Gegner lernen Schüssen auszuweichen. Die Zeit wird ebenfalls durch Sprünge verlangsamt.

## Entwicklung und Veröffentlichung

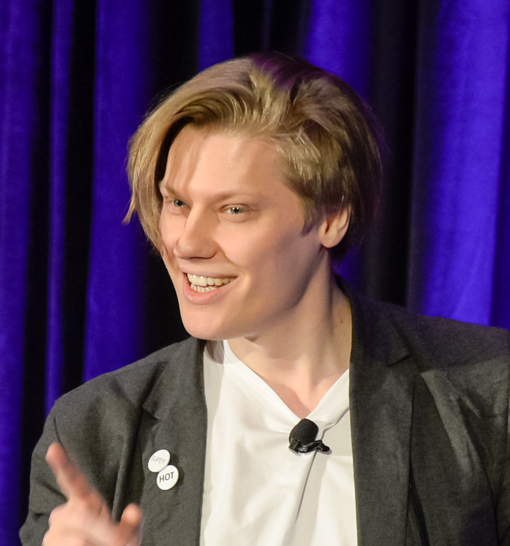
Der Game-Designer Piotr Iwanicki präsentiert Superhot auf der Game Developers Conference 2016

Das Spiel entstand als kostenloses Browserspiel bei einem Game Jam im Jahr 2013, bei dem die Teilnehmer sieben Tage Zeit hatten, einen First-Person-Shooter zu entwickeln. Durch die große Aufmerksamkeit, die das Spiel erhielt, starten die Entwickler im Mai 2014 eine Kickstarter-Kampagne, um die weitere Entwicklung zu finanzieren, und veröffentlichten das Spiel auf der Early-Access-Plattform Steam Greenlight. Die Kampagne endete mit 230.000 eingesammelten US-Dollar. Entwickelt wurde das Spiel in der Unity-Engine.
Das fertige Spiel erschien am 25. Februar 2016 für Windows, Linux und macOS auf Steam. Eine Collector’s Edition wurde im März 2016 im Handel veröffentlicht. Die Xbox-One-Version erschien am 3. Mai 2016 und die PlayStation-4-Version am 21. Juli 2017.
Das Spiel wurde später für Virtual-Reality-Headsets wie die Oculus Rift, HTC Vive und PlayStation VR optimiert. Ein früher Prototyp von Superhot für VR wurde auf der Electronic Entertainment Expo 2014 vorgestellt und als Bullet-Time-Erfahrung wie in dem Film Matrix präsentiert. Für zeitliche Exklusivität für die Oculus Rift half Oculus VR bei der Finanzierung der Entwicklung des Spiels. Die VR-Version für die Oculus Rift erschien am 5. Dezember 2016 und für die HTC Vive am 25. Mai 2017. Die PlayStation-VR-Version folgte im Juli desselben Jahres. Am 30. April 2019 wurde eine Version für die Oculus Quest veröffentlicht.
Das Spiel ist im Xbox Game Pass und Xbox Game Pass PC enthalten. Die kostenpflichtige Downloaderweiterung Superhot: Mind Control Delete, der Anfang 2018 erschien, lässt den Spieler mehr über die Handlung des Spiels erfahren und dafür mit mysteriösen Chatpartnern unterhalten.
Anfang 2018 veröffentlichten die Entwickler ein Kartenspiel über Superhot, das 2017 durch eine Kickstarter-Kampagne finanziert wurde. Im Mai 2018 wurde eine spezielle Version für den japanischen Markt angekündigt. Das als Superhot JP bezeichnete Spiel wurde von GameTomo entwickelt und ersetzt Parkhäuser und Serverzentren durch Karaoke-Bars, Dojos und die Hintergassen von Tokio.

## Rezeption

### Kritiken
Das Spiel wurde bei Veröffentlichung gelobt als Innovation im Egoshooter-Genre, dem in der jüngeren Vergangenheit wenig Originalität nachgesagt wurde. Das Spiel zeige sich als subtil und künstlerisch und lasse den Spieler rätseln und knobeln. Trotz der eher strategischen Vorgehensweise fühle sich der Spieler dabei wie ein Actionheld, was dazu führe, dass sich Spieler streiten, ob es ein Puzzle-Spiel oder ein Actionspiel sei. Die Wertungen dieses Genre-Mixes fielen überwiegend positiv aus. Gelobt wurde ebenfalls die Steuerung und der herausfordernde Schwierigkeitsgrad. Das Zeitlupen-Konzept des Spiels wurde mit der Matrix-Filmreihe und dem Computerspiel Max Payne verglichen.
Kritisiert wurden hingegen die kurze Kampagne mit den kurzen Leveln, Schwächen bei der KI und Spielephysik, Schwachstellen in der Erzählstruktur, die wenige Musik und die fehlende deutsche Übersetzung.

### Verkaufszahlen
Laut der Datenanalysefirma Superdata war die VR-Version das umsatzstärkste VR-Spiel mit einem Umsatz von 2,56 Millionen US-Dollar für die PC-Version und 1,06 für die PlayStation-Version.
Im April 2019 überstieg der Verkauf der VR-Version die Originalversion mit über 800.000 verkauften Einheiten.

### Nominierungen und Auszeichnungen
Das Spiel wurde für die folgenden Auszeichnungen nominiert:
- Independent Games Festival 2014: Nuovo Award[34]
- Seumus McNally Grand Prize 2016[35]
- Excellence in Design Awards[35]
- SXSW Gaming Awards 2017: Trendspiel des Jahres[36]
- Golden Joystick Awards 2017: Bestes VR-Spiel[37]
- Game Awards 2017: bestes VR/AR-Spiel[38]
- IGN Best of 2017 Award: Bester Shooter und Innovation des Jahres[39][40]
- SXSW Gaming Awards 2018: VR-Spiel des Jahres[41][42]

Das Spiel hat die folgenden Auszeichnungen gewonnen:
- IGN Best of 2017 Award: Bestes VR-Erlebnis[43]
- SXSW Gaming Gamer’s Voice Awards 2018: Bestes VR-Spiel[44]
- Game Developers Choice Awards 2018: Bestes VR/AR-Spiel[45][46]

### Sonstige Rezeption
Für das Computerspiel Portal 2 wurde eine Mod veröffentlicht, die das Spiel ähnlich wie Superhot spielen lässt. RocketJump produzierte einen Fan-Realfilm zu dem Spiel.